# Sắt phosphide
Sắt phosphide là một hợp chất vô cơ có thành phần chính gồm hai nguyên tố là sắt và phosphor, với công thức hóa học được quy định là Fe3P. Hình dạng vật lý của nó, hợp chất này có màu xám, kết tinh dưới dạng lục giác.
Sản xuất sắt phosphide diễn ra ở nhiệt độ cao, nơi các nguyên tố thành phần kết hợp trực tiếp. Sắt phosphide phản ứng với độ ẩm và axit cho ra sản phẩm là photphin (PH3), một loại khí độc và gây cháy.
Sắt phosphide có thể được sử dụng như một chất bán dẫn. Nó đã được sử dụng trong các ứng dụng có điện thế cao, tần số cao, chẳng hạn như diode laser.

## Độc tính
Sắt phosphide là một chất độc hại.
Phải luôn luôn sử dụng kính bảo vệ mắt thích hợp như kính khi sử dụng sắt phosphide. Hợp chất này có thể gây hại cho đôi mắt, đặc biệt đối với những người đeo kính áp tròng. Trong trường hợp hít phải người đó phải di chuyển đến nơi thoáng mát hoặc thở máy nếu đã ngừng thở. Trong trường hợp nuốt phải, miệng người phải được rửa sạch bằng nước trừ khi nạn nhân đã rơi vào trạng thái vô thức. Trong trường hợp tiếp xúc hóa chất này vào mắt, cần phải rửa mắt ngay lập tức.